# 格雷格·克拉克
（英語：PC MP；1967年8月28日—），自2005年起坦布里奇韋爾斯選區的保守黨籍下議院議員，2016年起任商務能源及產業發展大臣。2019年9月因議會表決時不支持同黨首相鮑里斯·強森的脫歐提案，因而被開除黨籍。
克拉克出生于米德尔斯堡，在剑桥大学麦格达伦学院学习经济学，并担任剑桥大学学生社会民主党主席。后于伦敦政治经济学院获得博士学位。毕业后从事营业顾问的工作，2001年到2005年间担任BBC商业政策主管，以及保守党政策主管。
2014年7月15日到2015年5月11日，克拉克任大學、科學及城市國務大臣。此前，他曾任職財政部財務秘書负责城市政策，以及社區及地方政府部负责權力下放的國務大臣，2015年升任房屋、社區及地方政府大臣。
2016年7月特蕾莎·梅成为首相后，任命克拉克为商務能源及產業發展大臣。他被部分人士形容為“具有社会良知的經濟自由保守派”。

## 早年生活
格雷格·克拉克出生于米德尔斯堡，并在北约克郡的南岸圣彼得罗马天主教学校就读。他的祖父约翰·克拉克和父亲经营家族的牛奶生意，他的母亲在英伯瑞工作。
克拉克在剑桥大学莫德林学院攻读经济学。他在剑桥加入社会民主党，是全国青年和学生社会民主党委员会（SDYS）的执行委员，1987年当选剑桥大学学生社会民主党主席。然后，他在伦敦政治经济学院学习，1992年获得博士学位，论文题为《激励支付系统的有效性：个人主义作为边界条件的实证检验》。

## 事业
克拉克的第一份工作是商务顾问，1996至1997年他是贸易和工业大臣伊恩·兰的特别顾问。2001年到2005年间担任BBC商业政策主管，以及保守党政策主管，直到2005年5月他成为国会议员。2002年至2005年，他还是威斯敏斯特市议会议员，负责休闲和终生学习。

## 国会议员

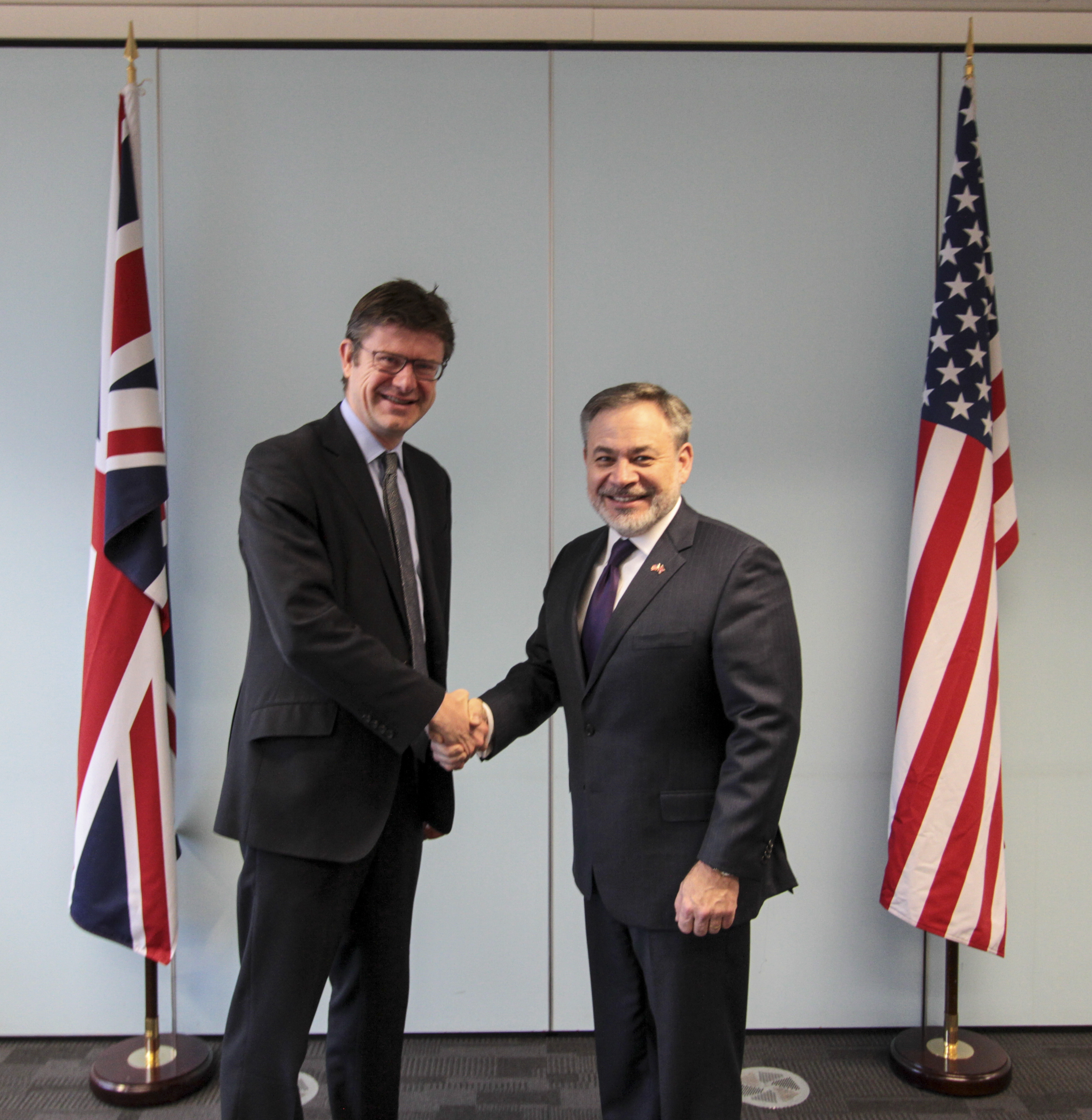
與美議員相見照

2004年11月，克拉克被选为坦布里奇韋爾斯選區的潜在候选人。2005年大选，克拉克在该选区以9,988张多数票成功当选，接替退休的阿奇·諾曼。
2005年6月9日，克拉克在下院做首次演講，他谈到了即将到来的达德利·诺斯男爵发现铁泉400周年纪念和为皇家唐橋井奠基（皇家唐橋井是1909年由爱德华七世授予“皇家”前缀的市镇）。他还自豪地指出，坦布里奇韋爾斯选举出了英国的第一个犹太议员。

### 影子内阁
2006年11月由戴维·卡梅伦进行小规模影子内阁改组，克拉克被任命为慈善机构、志愿机构和社会企业影子副大臣。在任命之后不久，他登上新闻头条，因为他说保守党需要更少关注温斯顿·丘吉尔的社会思想，更多地关注卫报的专栏作家柏莉·汤因比。
2007年10月，克拉克在挽救坦布里奇韋爾斯顺势疗法医院的过程中发挥了主导作用。2008年10月，克拉克升入影子内阁，担任影子能源和气候变化大臣，专门负责爱德·米利班德。

### 权力下放国务大臣
2010年5月起，克拉克被任命为社区和地方政府部国务大臣，负责监督权力下放，这是自由民主党 - 保守党联合政府的一项重要政策。在职期间，他呼吁教会和其他信仰社区向他提供他们为全新的社会创新的想法，并向智库“中央论坛”和“政策交流”共同发表了《让政府倒闭》的重大讲话。他在野时坚定地反对公共租赁住房建造计划，成为政府大臣后却威胁要增加这个计划，因此被指责为虚伪。
然而，自从宣布国家规划政策框架（NPPF）以来，他得到了负责遗产的非政府组织和国家名胜古迹信托的西蒙·詹金斯的赞扬。
自2011年7月起，他负责城市政策，自2011年7月起担任城市大臣。在任期间，他试图推动北部、西部和英格兰中部地区的城市经济。

#### 財政部金融事務秘書
在2012年9月的内阁改组中，克拉克被任命为財政部金融事務秘書，同时保留负责城市政策的大臣级职责。

### 大学、科学和城市国务大臣
2014年7月15日，克拉克接替广受赞誉的戴维·威利茨出任大學、科學及城市國務大臣。这个新的大臣级职务将之前由威利茨负责的大学、科学事务和克拉克本身负责的城市政策结合起来。
他的任命引发了关于确保未来为大学提供资金的担忧，以及公众对他支持顺势疗法的质疑。

### 社区和地方政府大臣
2015年5月11日，甘民樂首相进行赢得大选后的内阁大改组，克拉克升任房屋、社區及地方政府大臣。
在2015年11月，克拉克动用社區及地方政府大臣的决策权，他致电兰开夏郡议会，迫使其批准夸德里拉资源公司使用水力压裂法开采页岩气的申请。

### 商务、能源和产业战略大臣
2016年7月14日，克拉克被任命为特蕾莎·梅内阁的商務能源及產業發展大臣。2016年10月，他任命他的前任议员阿奇·諾曼为商务、能源和产业战略部的非执行主管。
由于建议收购沃克斯豪尔汽车公司，克拉克于2017年2月，前往巴黎，以便与标致和法国政府的高管会面。

#### 貿易局主席
在2016年7月15日的枢密院会议上批准了文翠珊的内阁任命，克拉克被错误地任命为貿易局主席。错误在四天后更正。

## 个人生活
他和他的妻子海伦有三个孩子。他们住在皇家唐桥井。

## 外部連結
- Greg Clark MP （页面存档备份，存于） official constituency website
- Profile at the Ministry for Communities and Local Government
- Profile at the Conservative Party
- 英国的個人檔案
- Hansard記載的在貢獻
- 公鞭記載的投票紀錄
- TheyWorkForYou記載的紀錄
- 紀錄的個人檔案
- Journalisted記載的撰寫過的文章

新闻文章
- Garden grabbing Bill in October 2006 （页面存档备份，存于）
- His influence on policies in October 2002 （页面存档备份，存于）

视频剪辑
- Discovering poverty （页面存档备份，存于）

| 大不列颠及北爱尔兰联合王国国会                  | 大不列颠及北爱尔兰联合王国国会            | 大不列颠及北爱尔兰联合王国国会           |
| ----------------------------------------------- | ----------------------------------------- | ---------------------------------------- |
| 前任者： 阿奇·諾曼                              | 英國下議院坦布里奇韋爾斯議員 2005年－     | 現任                                     |
| 官衔                                            |                                           |                                          |
| 新頭銜                                          | 影子內閣能源及氣候變化大臣 2008年－2010年 | 繼任者： 文立彬                          |
| 新頭銜                                          | 權力下放國務大臣 2010年－2012年           | 繼任者： 尼古拉斯·博爾斯                 |
| 前任者： 馬克·霍班                              | 財政部金融事務秘書 2012年－2013年         | 繼任者： 賈偉德                          |
| 前任者： 克洛依·史密斯 為政治和憲法改革政務次官 | 城市及憲法國務大臣 2013年－2015年         | 懸空                                     |
| 前任者： 韋力生                                 | 大學、科學及城市國務大臣 2014年－2015年   | 繼任者： 約翰森男爵 為大學及科學國務大臣 |
| 前任者： 埃瑞克·皮克爾斯                        | 房屋、社區及地方政府大臣 2015年－2016年   | 繼任者： 賈偉德                          |
| 前任者： 賈偉德                                 | 貿易局主席 2016年                         | 繼任者： 利亚姆·福克斯                   |
| 前任者： 賈偉德 為商業創新及技能大臣            | 商務能源及產業發展大臣 2016年－2019年     | 現任                                     |
| 前任者： 安珀·路德 為能源及氣候變化大臣         | 商務能源及產業發展大臣 2016年－2019年     | 現任                                     |